# Escut de Sant Jaume de Frontanyà
L'escut oficial de Sant Jaume de Frontanyà té el següent blasonament:
Escut caironat: de sinople, un cavall d'argent. Per timbre, una corona mural de poble.

## Història
Va ser aprovat el 7 d'abril del 2005 i publicat al DOGC el 21 del mateix mes amb el número 4368.
El cavall fa referència a la intensa activitat viatgera de sant Jaume, patró del poble, que tradicionalment era representat també a l'escut municipal dalt del cavall.